# 下一代网络
次世代網路（英語：Next Generation Network，縮寫為NGN），又稱為次世代网络，是在统一的网络平台上以统一管理的方式提供多媒体业务，在整合現有的固定電話、移動電話基础上（统称FMC），增加多媒体数据服務及其他增值型服務。其中话音的交换将采用软交换技术，而平台的主要实现方式为IP技术。为了强调IP技术的重要性，业界的主要公司之一思科公司（Cisco Systems）主张称为IP-NGN。

## 背景
在亚历山大·格拉汉姆·贝尔发明了电话机后，电话网——也就是以音声传导为目的的回线交换技术——被使用至今。相对于它，数据通信为主要目的的基于英特网的信息通信、分组交换通信也渐渐被使用。至2000年为止，第1代以音声为主的网络通信量占有优势。而现今，因数据通信大量增加，更加节省费用、并同样可以支持音声传送的分组交换传送通信网络渐渐被使用。音声通信与数据通信相结合的一元化信息传送的第2代网络被赋予运用。
因特网与电话网相比，简单性与安全性是一个弱点。于是，集合了IP网络长处的NGN出现了。
网路除了以上说的电话网、IP网络以外，也包括播放网。以NGN为基础的流媒体服务和播放服务也在被标准化，融合了前两者网络的“通信与播放的融合网络”也正在被开发中。